# Metaconchoecia fowleri
Metaconchoecia fowleri är en kräftdjursart som först beskrevs av Gooday 1981.  Metaconchoecia fowleri ingår i släktet Metaconchoecia och familjen Halocyprididae. Inga underarter finns listade i Catalogue of Life.